# StormGeo
StormGeo (ehemals Storm Weather Center) ist ein auf die Lieferung von Wetterdaten spezialisiertes Unternehmen mit dem Hauptsitz in Bergen.

## Überblick
Das Unternehmen wurde 1997 von der Meteorologin und Fernsehmoderatorin Siri Kalvig in Kooperation mit TV 2 gegründet. Im April 1998 lieferte es die erste Wetterprognose. Als Norwegens erstes privates Unternehmen zur Lieferung von Wetterdaten arbeitet StormGeo auch mit Unternehmen im Bereich der erneuerbarer Energien sowie der Offshore- und Medienbranche zusammen. In Skandinavien ist es mit seinen über 70 Mitarbeitern Marktführer in seinem Bereich. Niederlassungen sind in Norwegen, Schweden, Dänemark und Großbritannien zu finden.